# كينيث آرثر نويل أندرسون
كينيث آرثر نويل أندرسون (بالإنجليزية: Kenneth Anderson)‏ (و. 1891 – 1959 م) هو ضابط بريطاني، ولد في تشيناي، ويحمل رتبة عسكرية فريق أول، توفي في جبل طارق، عن عمر يناهز 68 عاماً، بسبب ذات الرئة.

## مناصب
تولى منصب حاكم جبل طارق ‏
.

## التعليم
تعلم في Staff College, Camberley ‏، وتعلم في الكلية العسكرية الملكية بساندهيرست ‏، وتعلم في مدرسة شارترهاوس ‏
.

## الخدمة العسكرية
خدم في الجيش البريطاني.

## جوائز
حصل على جوائز منها:
- الصليب العسكري
- وسام القديس يوحنا
- وسام جوقة الشرف من رتبة قائد
- وسام العلويين الفيلاليين من رتبة الصليب الأكبر
- نيشان الحمام من رتبة فارس
- نيشان الاستحقاق من رتبة قائد عام  [لغات أخرى]‏
- Order of the Star of Ethiopia [الإنجليزية]‏